# Philantomba walteri
Philantomba walteri é um espécie de antílope encontrado no Togo, Benin e Nigéria. A espécie foi descrita em 2010 seguindo comparações feitas em exemplares de museus e de mercados locais na África. Seu nome específico homenageia o professor Walter Verheyen, que foi o primeiro a obter um exemplar desta espécie no Togo em 1968.